# Sacramentinas
La Congregación Siervas del Santísimo Sacramento (oficialmente en francés: Congregation Servantes du Très-Saint-Sacrament) es una congregación religiosa católica de derecho pontificio, fundada por el religioso francés Pedro Julián Eymard, con la ayuda de Margarita Guillot, como rama femenina de los sacramentinos. A las religiosas de esta congregación se les conoce comúnmente como sacramentinas y posponen a sus nombres las siglas S.S.S.

## Historia

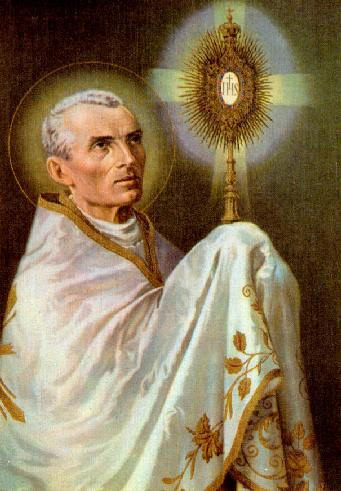
Pedro Julián Eymard (1811-1868), fundador del instituto.

Luego de haber fundado la Congregación del Santísimo Sacramento, el religioso francés Pedro Julián Eymard fundó en París la rama femenina, en 1858, la rama femenina de vida contemplativa. Entre las primeras colaboradoras de Eymard se encontraba Margarita Guillot, considerada cofundadora del instituto. En 1858, recibió la aprobación diocesana como congregación religiosa y en 1871, el papa Pío IX la aprobó como congregación de derecho pontificio. Con el tiempo, las hermanas fueron adquiriendo un carácter más apostólico, volcándose a las actividades pastorales, en especial de propagación de la devoción de la Eucaristía, a través de la catequesis y las obras de misericordia.

## Organización
La Congregación Siervas de Santísimo Sacramento es un instituto religioso centralizado, de derecho pontificio, cuyo gobierno recae en la Superiora general, coadyuvada por su consejo. El gobierno es elegido para un periodo de seis años. La casa general se encuentra en Sherbrooke (Canadá).
Las religiosas de la Congregación tienen una doble misión: contemplativa y apostólica. Esta se concreta en las siguientes actividades: Adoración perpetua del Santísimo Sacramento en los conventos del Instituto, la instrucción en escuelas y en la catequesis parroquial.
En 2015, el instituto contaba con unas 305 religiosas y 27 comunidades, presentes en Australia, Francia, Brasil, Canadá, Estados Unidos, Filipinas, Italia, Países Bajos, República del Congo y Vietnam.